# 德爾斐 (印第安納州)
德爾斐（英語：Delphi）是一個位於美國印地安納州卡羅爾縣的城市。根據2010年美國人口普查，該地人口為2893人，而該地的面積約為7.06平方千米。同時該地也是卡羅爾縣的縣治。

## 地理
德爾斐的座標為39°35′15″N 86°40′18″W / 39.58750°N 86.67167°W，而該地的平均海拔高度為173米（即568英尺）。